# قناة دو ميدي
قناة دو ميدي (بالفرنسية: Canal du Midi؛ بالقسطانية: Canal de las Doas Mars، أي: قناة البحرين) هي عبارة عن قنال ملاحي يمتد 240 كم من مدينة تولوز في فرنسا وصولا إلى بحيرات السبخات في الجنوب. يربط القنال نهر غارون بالسبخات الواقعة بالقرب من البحر المتوسط بعد أن يتحد مع مياه قناة غارون، ليربط بذلك المحيط الأطلسي بالبحر الأبيض المتوسط.
تقطع القناة نهر أورب عند مدينة بيزييه عبر قناة ملاحية معلقة تم بناؤها في القرن السابع عشر، والتي أدرجت على لائحة مواقع التراث العالمي لليونسكو في عام 1996.

## جاليري

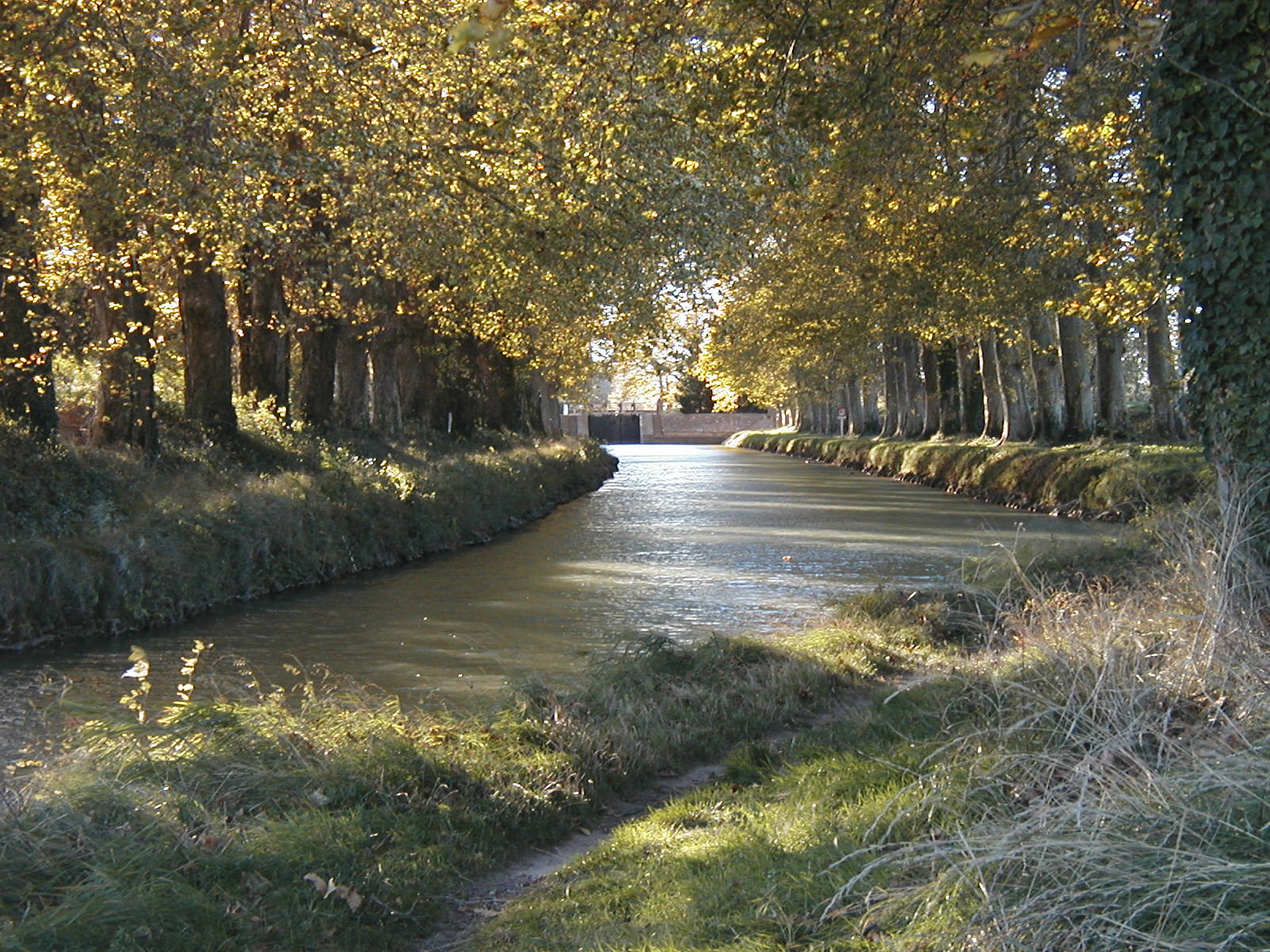
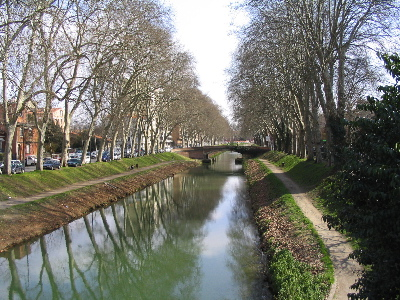
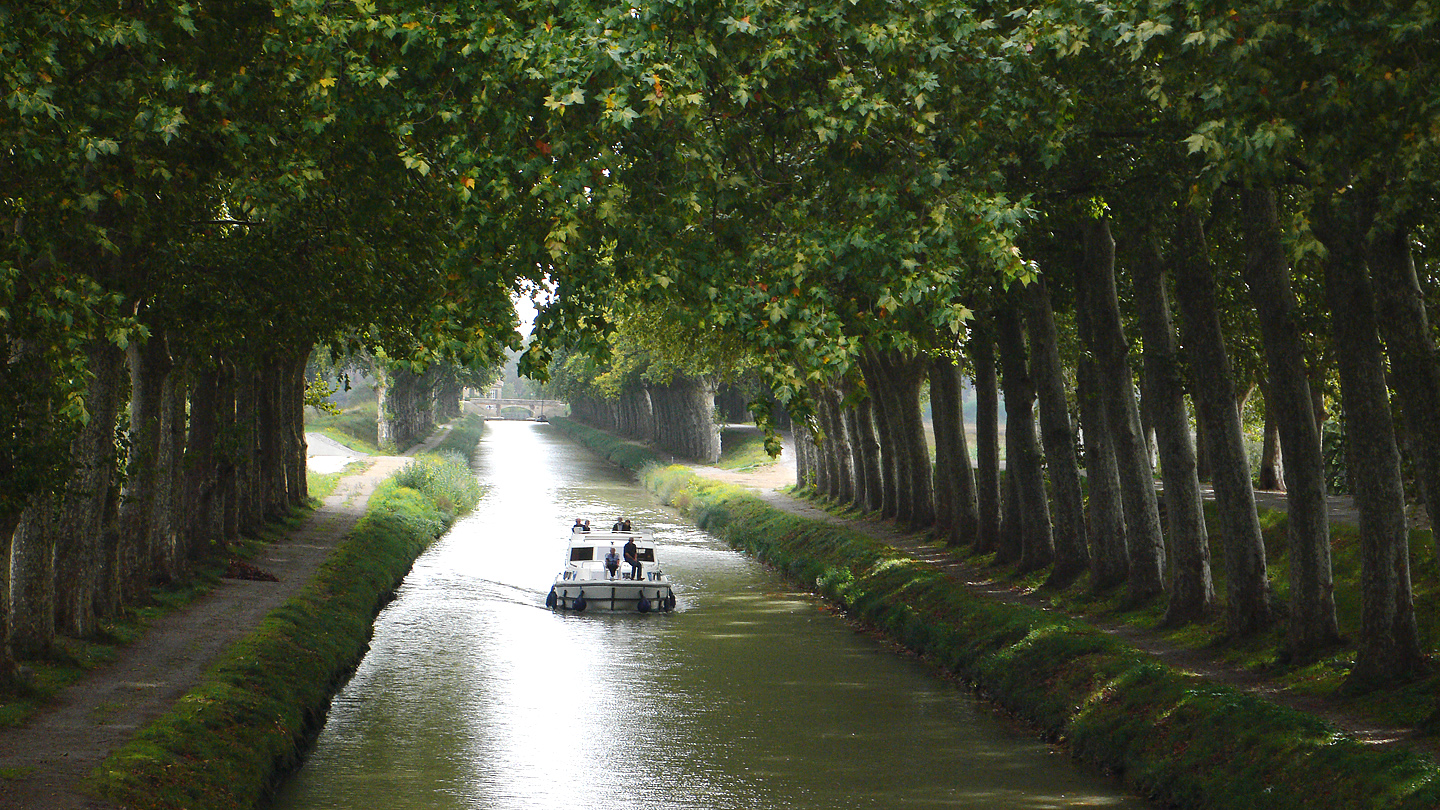

## انظر أيضا

موقع القنال جنوب فرنسا.

## وصلات خارجية
- دليل قناة دو ميدي - بالفرنسية
- قناة دو ميدي
- خرائط ومعلومات عن قناة دو ميدي
- صور للقنال
- قنال دو ميدي
- وصف وتاريخ القنال
- Carcassonne
- صور القنال